# Terje Pedersen
Terje Pedersen (né le 9 février 1943 à Oslo) est un athlète norvégien spécialiste du lancer du javelot. Son club était le Sportsklubben Vidar, il mesure 1,93 m pour 93 kg. En 1964, il bat le record du monde du lancer du javelot avec 87,12 m puis 91,72 m ; il est élu grâce à cela Sportif norvégien de l'année 1964.

## Biographie
Il participe aux Jeux olympiques de 1960 à Rome mais échoue en qualifications malgré un jet à 74,67 m.
En 1964, il bat par deux fois le record du monde du lancer du javelot ancien modèle au Bislett Stadion à Oslo, le portant successivement à 87,12 m le 1er juillet puis à 91,72 m le 2 septembre ; par ce second jet, il devient le premier homme à dépasser la barrière des 90 mètres. Entretemps, il échoue en qualifications des Jeux olympiques de 1964 à Tokyo. Ces performances le font élire Sportif norvégien de l'année 1964.

### Records
| Performance | Oslo | Lieu            | Date             |
| ----------- | ---- | --------------- | ---------------- |
| 87,12 m     | Oslo | Bislett Stadion | 1er juillet 1964 |
| 91,72 m     | Oslo | Bislett Stadion | 2 septembre 1964 |